# Route nationale 561
Pour les articles homonymes, voir Route 561.
La route nationale 561, ou RN 561, est une ancienne route nationale française reliant Mallemort à Varages.

## Historique
À sa création en 1933, la route nationale 561 est définie « d'Orgon à Draguignan ». La section d'Orgon à Mallemort était assurée par la route nationale 7 (via Sénas) et celle de Varages à Draguignan par les RN 554 (jusqu'à Barjols), 560 (de Barjols à Villecroze) et 557 (de Villecroze à Draguignan).
À la suite de la réforme de 1972, elle a été déclassée en RD 561 dans les départements des Bouches-du-Rhône et du Var.

## Tracé
- Mallemort (km 0)
- Charleval (km 4)
- La Roque-d'Anthéron (km 9)
- Saint-Estève-Janson (km 18)
- Le Puy-Sainte-Réparade (km 22)
- Meyrargues, où elle rencontrait la RN 96 (km 30)
- Peyrolles-en-Provence (km 36)
- Jouques (km 42)
- Rians (km 53)
- Esparron (km 61)
- Varages (km 72)

## Aménagements
Des déviations ont été réalisées à Charleval, La Roque-d'Anthéron et Le Puy-Sainte-Réparade. La RD 561 emprunte les déviations de ces trois communes tandis que les anciens tracés sont renumérotés respectivement RD 3561, RD 561A et RD 561B.